# Station Canora (REM)
Pour les articles homonymes, voir Canora.
Cet article possède des paronymes, voir Gare Canora et Gare de Canora (Via Rail).
La station Canora est une station située à Montréal, à la sortie du tunnel sur le versant nord du mont Royal. Les lignes de train de banlieue Deux-Montagnes et Mascouche d'Exo effectuaient des arrêts à cette gare jusqu'à sa fermeture en 2020.

Future station Canora du REM

La station porte le nom du chemin sur lequel elle est située. Le nom du chemin est dérivé de Canadian Northern Railway (Ca-No-Ra), compagnie qui devait à l'origine opérer la ligne de Deux-Montagnes. Elle a porté le nom de Portal Heights de son ouverture en 1918 jusqu'à l'été 1995.
Elle sera transformée pour devenir la station Canora du Réseau express métropolitain en 2025.

## Correspondances

### Autobus

#### Société de transport de Montréal[4]
| Circuit | Destinations     | Tracé | Horaires |
| ------- | ---------------- | ----- | -------- |
| 92      | Jean-Talon Ouest | Tracé | Horaires |

## Origine du nom
Le mot « Canora » a été créé en prenant les deux premières lettres des mots formant le nom de CAnadian NOrthern RAilway, la compagnie de chemin de fer qui a creusé le tunnel sous le mont Royal et la ligne ferroviaire qui traverse la ville de Mont-Royal.